# Радіокерований літак

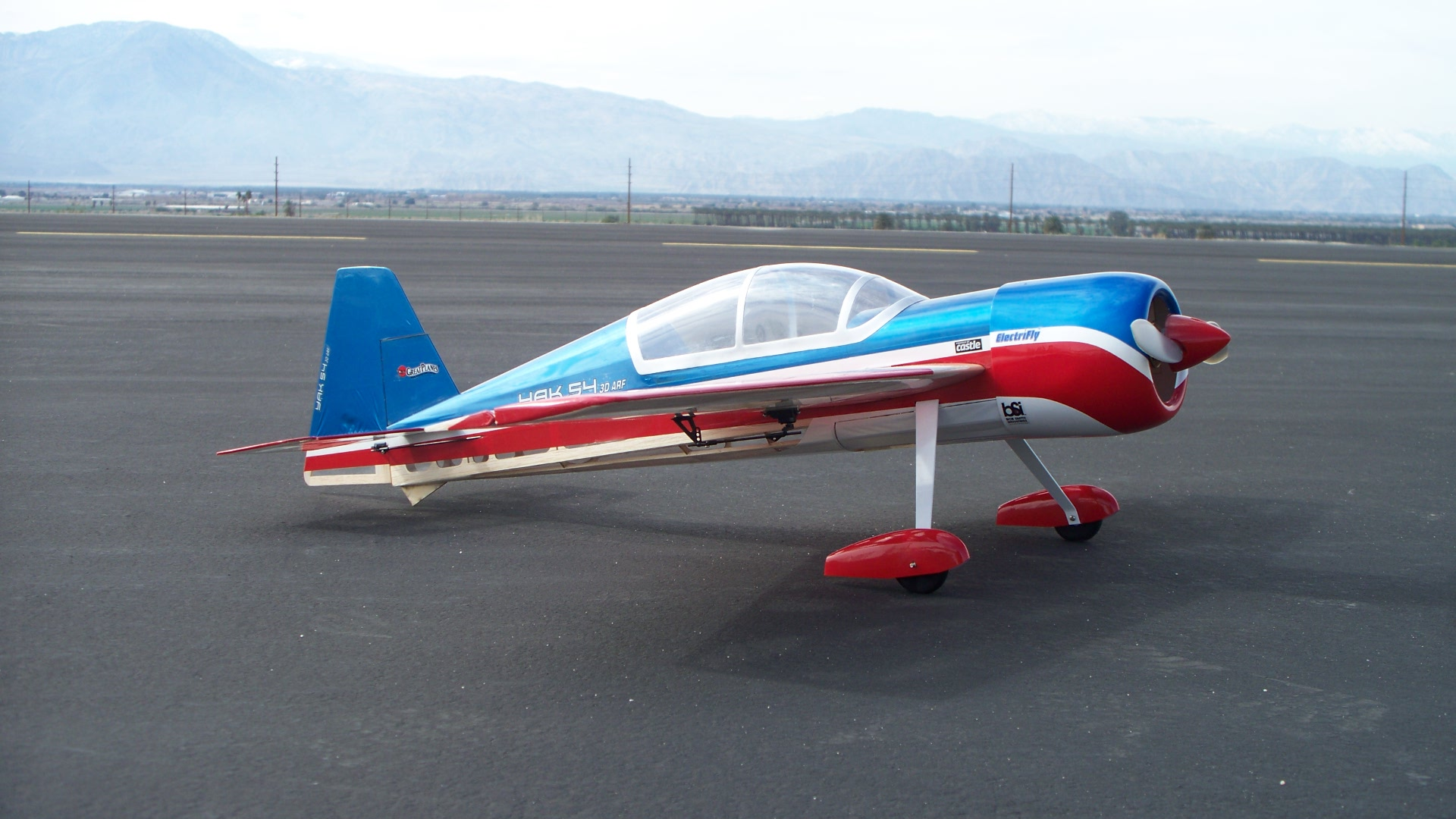
Пілотажна радіокерована модель літака

Радіокерований літак (RC-літак) це літак, який керується за допомогою радіо або інфрачервоного каналу зв'язку. Вага радіокерованих літаків починається з десятків грамів та може досягати десятків, а у військовій галузі навіть сотень кілограмів.

## Класифікація

### Тип

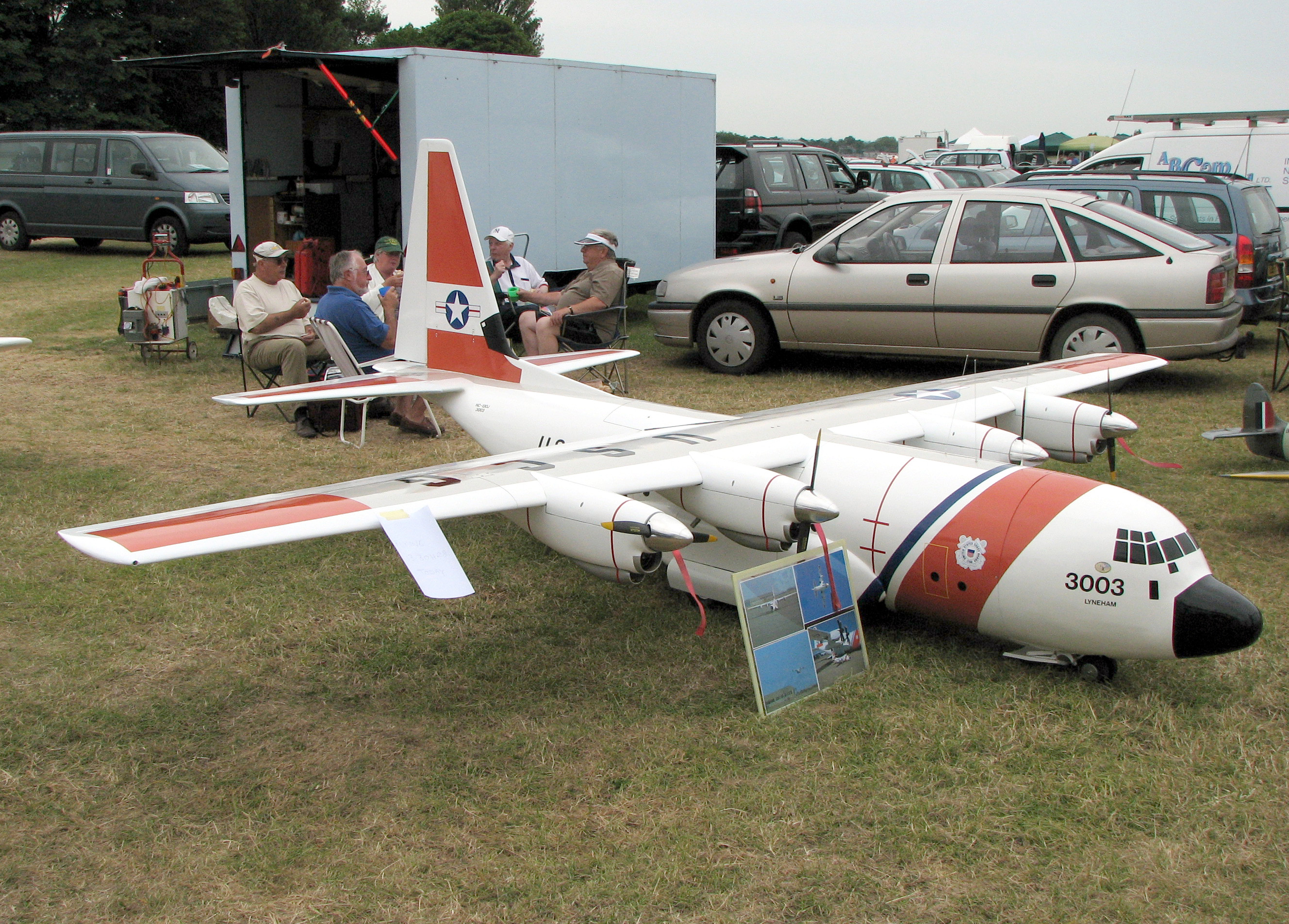
Модель-копія транспортного літака C-130J

Здебільшого радіокеровані моделі діляться на такі типи:
- Тренувальні (або «тренери») — прості, як правило, недорогі моделі — високоплани, виконані за нормальною аеродинамічною схемою з V-подібним крилом. Рідше зустрічаються тренери — низькоплани, які розраховані на продовження навчання. Прості в управлінні, помірні в маневреності і швидкості. Конструкція моделі дозволяє більшість помилок починаючого «пілота». Для цих цілей часто планер літака виконано не у вигляді обтягнутого силового набору, а зі спіненого пінопласту. Рідко тренувальні літаки своїм виглядом нагадують реально існуючий прототип з великої авіації. Зовнішність моделі принесена в жертву простоті управління і живучості всієї конструкції в цілому. Зустрічаються «тренери» з тягнучими і штовхаючими гвинтами, що приводяться в дію ДВЗ або електродвигунами.

- Пілотажні — моделі розраховані на виконання складного і вищого пілотажу. Підходять досвідченим «пілотам». Переважно це низкоплани, середньоплани і біплани. Оснащуються ДВЗ, електродвигунами або реактивними двигунами. Пілотажні моделі бувають як копіями реально-існуючих прототипів, так можуть і не мати прототипу. Часто маневреність і тягооснащеність літака превалює, і модель лише нагадує літак. Також крім класичної аеродинамічній схеми застосовується схема літаюче крило.

- Фан-флаєри — моделі розраховані на виконання складного, вищого пілотажу і, так званого, «3D-пілотажу». Такі моделі оснащені дуже великими рулями, що відхиляються на великий градус і потужними і швидкими виконавчими сервомеханізмами. Як правило тягоозброєність фан-флаєрів значно вище одиниці. Більшість таких моделей побудовані за нормальною аеродинамічною схемою і не претендують на копійність.

- Копії та напівкопії (за класифікацією FAI класи F4C, F4J) — масштабні моделі, які своїм зовнішнім виглядом, типом силової установки і льотними характеристиками максимально наближені до реально існуючих літаків. Як правило, такі літаки мають прибиране шасі і механізацію крила. Рідше зустрічаються копії, виконані настільки детально, що мають управління аеродинамічними і колісними гальмами, відкривним ліхтарем кабіни, гальмовим парашутом, бортовими вогнями і т. п. Оснащуються ДВЗ, електродвигунами або реактивними двигунами.

- Військового і спеціального призначення. Зустрічаються моделі для найрізноманітнішого ряду завдань: аерофотозйомка, трансляція і ретрансляція сигналу, ударні завдання, проведення екологічних експериментів, доставка медикаментів, продуктів і пошти при наданні екстреної допомоги в процесі ліквідації аварій і катастроф в важкодоступних і небезпечних для людини місцях, а також для військової, інженерної, радіаційної, хімічної і біологічної розвідки. Подібні літальні апарати, як правило, керуються не тільки по радіоканалу, а й переміщуються по заздалегідь закладеному в модель маршруту за допомогою автопілота.

### Силова установка

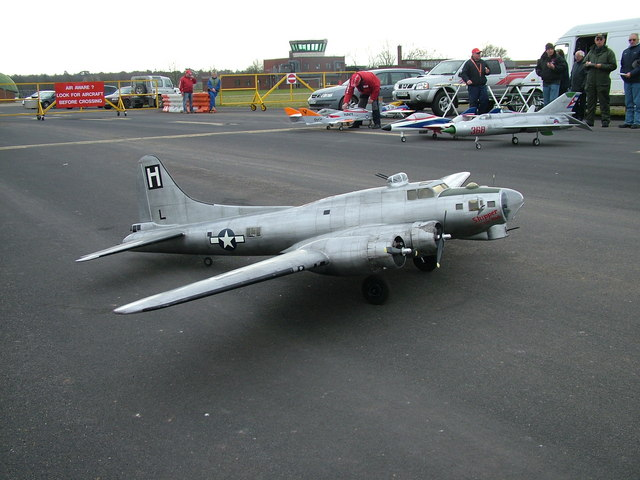
Радіокерована модель-копія бомбардувальник а B-17

Як правило, RC літаки оснащуються електро- або двигунами внутрішнього згоряння. Рідше зустрічаються моделі оснащені реактивними двигунами.

#### Літаки з електродвигунами
До широкого поширення літій-полімерних акумуляторів (LiPo) це був досить дорогий і обмежений варіант силової установки. З появою ж останніх, тягові акумулятори моделей стали порівняно легкими і потужними (велика токоотдачи). Як правило, харчування всієї системи походить від тягового акумулятора ємністю приблизно від 70 до 7000 мА • год і напругою 3,7—37 Вольт. Поряд з LiPo акумуляторами все ще використовуються Ni-MH і NiCd, а останнім часом на ринку почали з'являтися літій-залізо-фосфатні акумулятори (LiFePO4).
Електронний регулятор ходу (ESC) найчастіше оснащений перетворювачем (BEC) напруги тягового акумулятора до бортового (4,8 або 6 Вольт). Це потрібно для живлення сервомеханізмів, приймача, гіроскопа та іншої бортової апаратури.
Двигун в більшості сучасних RC літаків безколекторний трифазний без датчика положення ротора. Обороти більшості подібних двигунів лежить в межах 150-7000 KV (обороти на вольт), потужність — від 10 Вт до 15 кВт. Вага від одиниць грамів до трьох кілограмів. Найбільш поширені двигуни з ротором, що обертається навколо статора (так звані outrunner). Рідше зустрічаються з ротором, що обертається усередині статора (так звані inrunner). Подібні двигуни на відміну від ДВЗ застосовуються як з пропелерами так і з імпелерами. Колекторні двигуни все ще застосовуються, хоча швидко витісняються безколекторними.
Моделі з електродвигунами представлені, як правило, літальними апаратами від 7—8 грамів до 10 кг. Електрична силова установка використовується на моделях різних класів.
- Переваги:
  - Літак завжди чистий: не має слідів палива, мастила, вихлопу, характерного запаху — що зручно для зберігання і обслуговування в житловому приміщенні.
  - Двигун не може заглохнути.
  - Двигун можна повністю виключати і включати необмежену кількість разів протягом польоту (вкрай корисна властивість для мотопланерів), зупинений пропелер створює помітно менший повітряний опір, ніж той, що постійно обертається на невеликих оборотах, а використання складних пропелерів ще більш знижує аеродинамічний опір та дозволяє зберігати пропелер цілим під час посадки без шасі.
  - Набагато простіше в обслуговуванні і передпольотній підготовці. Не вимагає кропіткого налаштування, специфічних інструментів. Підготовка зводиться до зарядки або заміни акумуляторної батареї.
  - Робота електродвигуна практично не залежить від зовнішніх умов (температура повітря, вологість, атмосферний тиск).
  - Звук роботи двигуна зазвичай значно тихіше.
  - Можливість запуску моделі в житлових приміщеннях.
  - Можливість виготовлення моделі як великих так і дуже дрібних масштабів.
  - Модель не змінює маси і центровки протягом польоту, або модель простіше проектувати, оскільки не потрібно враховувати зміну маси палива.
  - акумулятор не розряджається раптово на відміну від вироблення рідкого палива. Спершу зменшується тяга, що служить сигналом про швидке виснаження силового акумулятора. З тієї ж причини модель завжди залишатиметься керованою (двигун вимагає значно більше енергії ніж сервомеханізми).
  - Значний моторесурс, відносна дешевизна електродвигунів і запасних частин.
  - Зручність центровки моделі за допомогою важкого силового акумулятора.
  - Легше підібрати геометрично відповідний двигун для копійних моделей.
- Недоліки:
  - LiPo акумулятори вимагають обережного до себе ставлення, оскільки пожежонебезпечні.
  - Тяга двигуна помітно змінюється під час польоту, оскільки акумулятор розряджається, і його напруга падає.
  - Певна складність вибору зв'язки акумулятор — двигун — регулятор ходу, викликана залежністю параметрів кожного з цих пристроїв від параметрів іншого пристрою, а разом — сильно впливають на масу моделі і її льотні характеристики.
  - Відсутність вихлопу і характерного шуму роботи ДВЗ, які ріднять модель з повноцінним прототипом, і створюють певну «атмосферу» (для моделей-копій).
  - Досить повільна зарядка акумуляторних батарей, жорсткі вимоги до процесу заряду деяких типів акумуляторів, як наслідок, необхідність використовувати складні зарядні пристрої.
  - Акумулятори зазвичай мають значну масу (від 15 до 60 % від маси моделі), і вимагають правильного розташування в відсіках моделі для уникнення пошкодження бортової апаратури важким акумулятором при ударі об землю.

#### Літаки з ДВЗ
Моделі з ДВЗ представлені, як правило, літальними апаратами від 700—1000 грамів до десятків кг. Застосовуються двотактні або чотиритактні двигуни. Застосовуються калильні двигуни, рідше зустрічаються компресійні або бензинові двигуни. Найбільшого поширення мають одноциліндрові атмосферні двигуни. До екзотики можна віднести роторні, оппозитні, рядні багатоциліндрові, зіркоподібні, інжекторні двигуни з турбонаддувом. Іноді зустрічаються багатомоторні моделі.
Бортове живлення забезпечується незалежним від двигуна джерелом енергії.
- Переваги:
  - Після заправки паливом модель знову може підніматися в повітря.
  - Димовий вихлоп і характерний шум роботи ДВЗ, які ріднять модель з повноцінним прототипом.
  - У міру витрати палива модель стає легше (як правило, на 10-25 %).
  - Тягові характеристики не змінюються протягом усього польоту.

- Недоліки:
  - Більше шуму на відміну від електродвигунів.
  - Необхідність регулярного техобслуговування ДВЗ.
  - Труднощі догляду за чистотою літака: сліди палива, мастила, вихлопу, характерний запах. Крім того, вимагають відповідної обробки планера для виключення пошкодження його конструкції компонентами палива.
  - Вимагають до- і післяпольотного обслуговування, специфічних інструментів. Особливо з калильними двигунами.
  - Паливо дорогше за електроенергію. Для калильних двигунів використовуються суміші, засновані на метанолі і маслі, касторовому або синтетичному.
  - Апарат, у якого «сів» акумулятор втрачає управління не вимикаючи двигун і не знижуючи його обороти. Помітити тенденцію до розрядки акумулятора в повітрі не просто.
  - Запалювання бензинового двигуна створює відчутні перешкоди для бортового приймача.

#### Літаки з реактивними двигунами

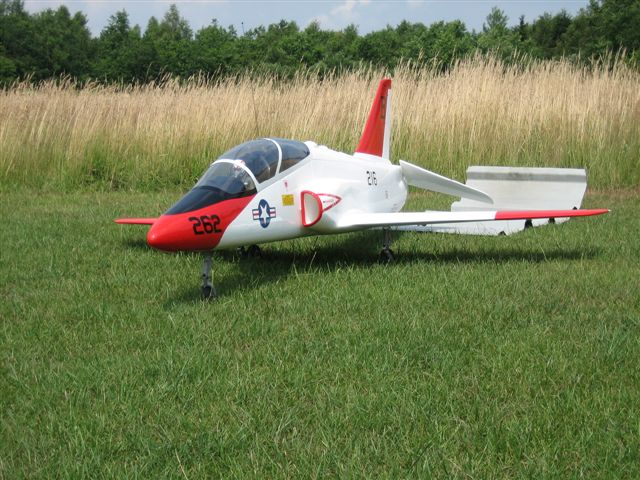
Модель з турбореактивним двигуном

Моделі з турбореактивними двигунами представлені, як правило, літальними апаратами від 3—5 до десятків кг. Перші зразки модельних турбореактивних двигунів, сконструйованих Куртом Шреклінгом, з'явилися в кінці 1980-х, а серійне виробництво модельних ТРД почалося в 1995 році.
- Переваги:
  - Ті ж, що і у моделей із ДВЗ.
  - Велика енергоозброєність двигуна.
  - Висока швидкість (до 300 км/год і вище).

- Недоліки:
  - Більше шуму на відміну від електроверсії.
  - Великі розміри моделей (від 1 м в розмаху).
  - Труднощі утримання моделі в чистоті: сліди палива, мастила, характерний запах.
  - Вимагає до- і післяпольотного обслуговування, специфічних інструментів.
  - Вимагає складної бортової апаратури керування двигуном.
  - Турбореактивний двигун значно повільніше змінює свої обороти і тягу, ніж ДВЗ і електродвигуни.
  - Дуже висока ціна порівняно з іншими типами силової установки.
  - Може знадобитися додаткова механізація крила і уборне шасі з огляду на великі швидкості польоту.
  - Велика витрата палива двигуном (близько 450 мл/хв)

### Управління

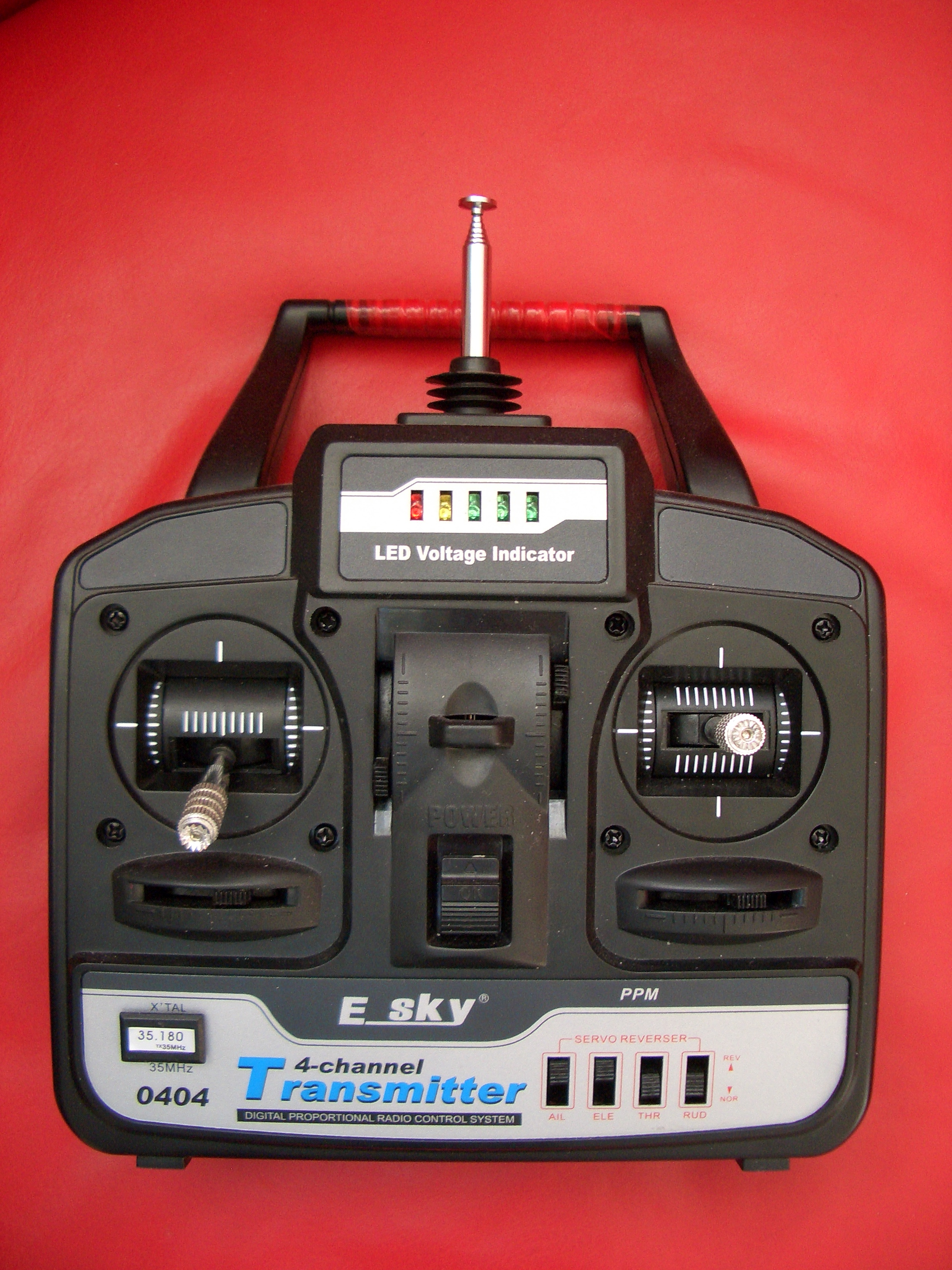
4-канальний аналоговий пульт управління.

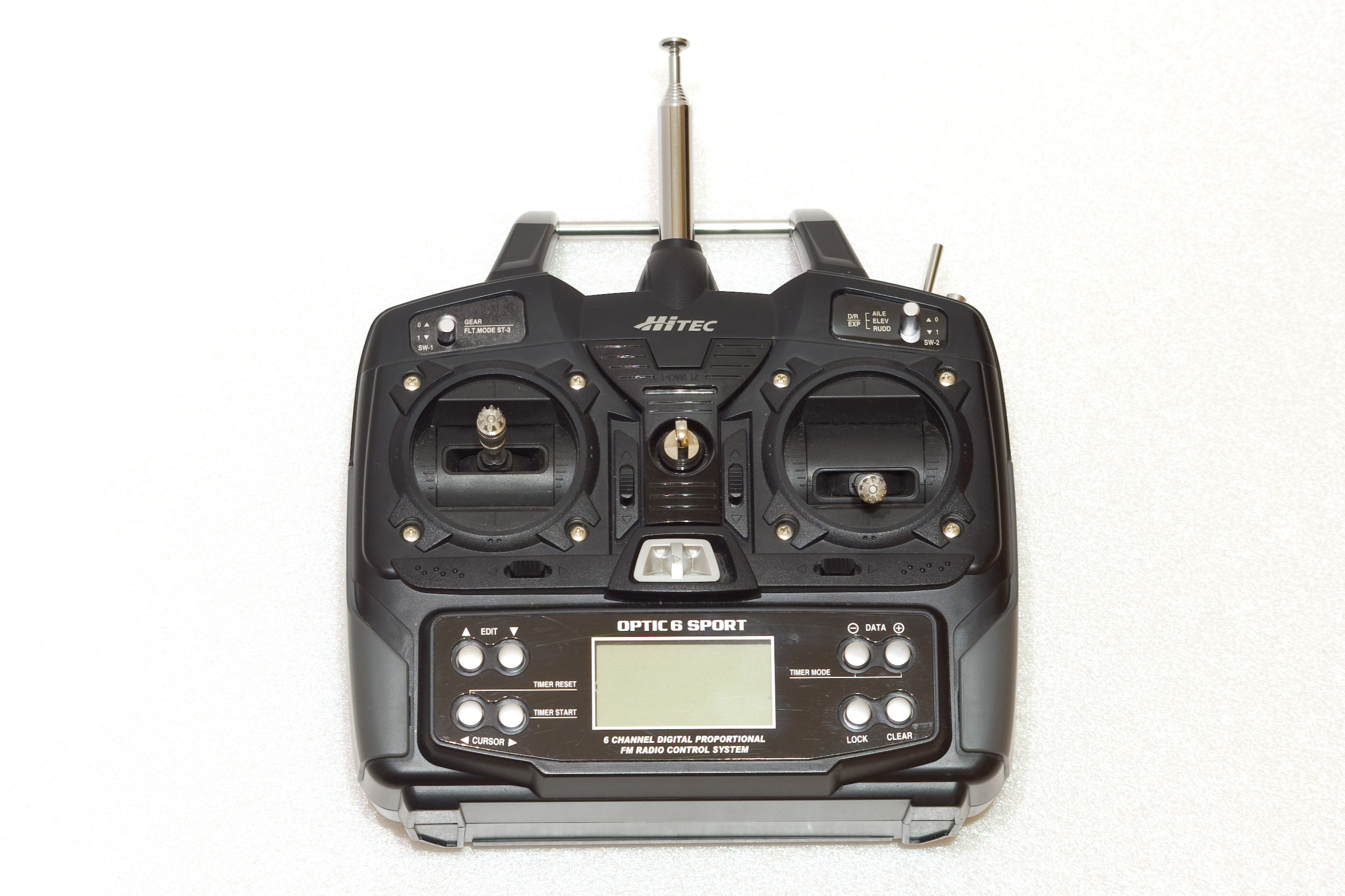
6-канальний комп'ютеризований пульт управління.

Радіокеровані літаки керуються декількома способами:
- апаруторою радіокерування в межах видимості керуючого, коли він гарантовано бачить положення і напрямок руху моделі. Звичайно це спортивні та аматорські RC-літаки.
- за допомогою трансльованої моделлю телеметрії і відеосигналу з бортовою камери — FPV-польоти[7]. Управління моделлю ведеться безпосередньо через модельну апаратуру без візуального контакту. Стеження за моделлю ведеться за допомогою встановлених на ній відеопередавача і невеликої камери. Зображення транслюється або на екран комп'ютера, або ж на спеціальний пристрій, підключений до відеоприймача.
- автопілотом за заданим маршрутом по координатних точках. Спеціалізовані та військові безпілотні літаки.

Можлива комбінація декількох способів керування. Наприклад на етапі зльоту-посадки візуальний політ, на маршруті керування передається автопілоту, а коли літак
долітає до цілі то оператор керує ним по безпосередньо апаратурою радіокерування, користуючись даними телеметрії і відео з борту в режимі FPV.
Здебільшого керуючі поверхні з аеродинамічної та механічної точки зору аналогічні органам управління пілотованих літаків, але на відміну від них приводяться в дію виключно сервоприводами на борту за командою наземного пілота, або повністю керуються автопілотом згідно закладеного маршруту польоту. Проте також ще використовуються спрощені варіанти, звичайно в авіамоделізмі, або аматорських літаках, вони відрізняються за кількістю каналів управління:
- 2-канальні. Управляється за допомогою зміни оборотів пропелера/пропелерів і рулем напряму. Альтернативні варіанти: управління різницею тях двох електромоторів або управління по крену і тангажу.
- 3-канальні. На відміну від більшості двоканальних моделей, тут є можливість управління газом, рулями висоти і напряму. Альтернативні варіант застосовується, як правило, в моделях з аеродинамічній схемою «безхвостка»: елевони (по крену і тангажу) і газ.
- 4-канальні. Розповсюджені моделі. Керування здійснюється по каналах: газу, крену, тангажу і курсу.
- 5 і більше каналів. Додаткові канали задіють, як правило, для управління закрилками або щитками. Іноді, для забезпечення стабільності польоту, додаються окремі канали для управління електронним пьезо-гіроскопом/ами по каналах крену, тангажу і напрямку.

Додатково перерахованого RC-літаки можуть мати канали управління додатковими, що не відносяться безпосередньо до управління польотом, функціями: прибирання/випуск шасі, аеродинамічні гальма, колісні гальма, фари, вогні, камери та інше. Ці канали, як правило, дискретні.
Нерідко зустрічається мікшоване управління. Наприклад, на літаках оснащених флаперонами, елевонами або V-подібним оперенням. Мікшери частіше електронні, рідше механічні. Електронні можуть бути реалізовані як за допомогою пульта управління, так і окремими блоками всередині авіамоделі. Деякі аеродинамічні схеми, по суті, не можуть бути реалізовані без застосування мікшерів. Наприклад, «безхвостка» і «літаюче крило» (елевони).

## Комплект поставки
- KIT — набір заготовок (готові елементи силового набору) для самостійного складання літака. Подібні набори вимагають досить багато часу на складання і досвіду. До позитивних моментів можна віднести широкі можливості по модернізації і переробці подібної моделі під свої потреби.
- ARF — (англ. Almost Ready to Flight) В цілому готовий до польоту. Як правило, це зібрані елементи конструкції (стабілізатор, кіль, крило, фюзеляж), які необхідно зібрати в єдине ціле. Вимагають від десятків хвилин до десятків годин на складання. Зрідка подібні комплекти оснащуються двигуном, проте все одно потрібне дооснащення сервоприводами, придбання апаратури управління і т. п. Основна перевага подібного комплекту поставки — можливість гнучкого підбору двигуна і електроніки.
- RTF — (англ. Ready to fly) Готовий до польоту. Самодостатні набори, які можуть вимагати лише палива або елементів живлення. Розраховані подібні комплекти на новачків, а електроніка і двигуни в них, як правило, економ-класу.

## Радіус дії
Радіус дії залежить від способу керування.
- У межах видимості керуючого. Радіус залежить в основному від розмірів і забарвлення моделі. Часто застосовується спеціальне, яскраве і контрастне забарвлення, що спрощує визначення положення моделі в просторі і її помітність.
- FPV-польоти. Дальність обмежена дальністю дії апаратури управління та дальністю приймання відеоканалу з літака.
- Управляння автопілотом. Радіус дії обмежений дальністю дії апаратури управління та технічними характеристиками літака і може досягати сотень і навіть тисяч кілометрів.